# Eisschnelllauf-Weltcup 2010/11

Logo des Essent ISU Weltcup

Der Eisschnelllauf-Weltcup 2010/11 wird für Frauen und Männer an acht Weltcupstationen in sieben Ländern ausgetragen. Der Weltcup-Auftakt vom 12. bis 14. November 2010 sowie der Weltcupabschluss vom 4. bis 6. März 2011 findet in Heerenveen statt. Hier werden von den Frauen Strecken von 500 bis 5000 Meter und von den Männern von 500 bis 10.000 Meter gelaufen.
Siehe auch: Liste der Gesamtweltcupsieger im Eisschnelllauf

## Wettbewerbe

### Frauen

#### Weltcup-Übersicht
| Datum                                                                               | Ort                                             | Disziplin         | Sieger                                                   | Zweiter                                                           | Dritter                                                  |
| ----------------------------------------------------------------------------------- | ----------------------------------------------- | ----------------- | -------------------------------------------------------- | ----------------------------------------------------------------- | -------------------------------------------------------- |
| 12. bis 14. Nov. 2010                                                               | Heerenveen (Thialf)                             | 500 m (12. Nov.)  | Jenny Wolf                                               | Lee Sang-hwa                                                      | Margot Boer                                              |
| 12. bis 14. Nov. 2010                                                               | Heerenveen (Thialf)                             | 1000 m (12. Nov.) | Christine Nesbitt                                        | Margot Boer                                                       | Ireen Wüst                                               |
| 12. bis 14. Nov. 2010                                                               | Heerenveen (Thialf)                             | 500 m (13. Nov.)  | Jenny Wolf                                               | Margot Boer                                                       | Nao Kodaira                                              |
| 12. bis 14. Nov. 2010                                                               | Heerenveen (Thialf)                             | 3000 m (13. Nov.) | Stephanie Beckert                                        | Cindy Klassen                                                     | Kristina Groves                                          |
| 12. bis 14. Nov. 2010                                                               | Heerenveen (Thialf)                             | 1500 m (14. Nov.) | Christine Nesbitt                                        | Ireen Wüst                                                        | Marrit Leenstra                                          |
| 19. bis 21. Nov. 2010                                                               | Berlin (Sportforum Hohenschönhausen)            | 500 m (19. Nov.)  | Jenny Wolf                                               | Lee Sang-hwa                                                      | Margot Boer                                              |
| 19. bis 21. Nov. 2010                                                               | Berlin (Sportforum Hohenschönhausen)            | 1500 m (19. Nov.) | Christine Nesbitt                                        | Ida Njåtun                                                        | Ireen Wüst                                               |
| 19. bis 21. Nov. 2010                                                               | Berlin (Sportforum Hohenschönhausen)            | 500 m (20. Nov.)  | Jenny Wolf                                               | Margot Boer                                                       | Lee Sang-hwa                                             |
| 19. bis 21. Nov. 2010                                                               | Berlin (Sportforum Hohenschönhausen)            | 3000 m (20. Nov.) | Jilleanne Rookard                                        | Martina Sáblíková                                                 | Stephanie Beckert                                        |
| 19. bis 21. Nov. 2010                                                               | Berlin (Sportforum Hohenschönhausen)            | 1000 m (21. Nov.) | Christine Nesbitt                                        | Heather Richardson                                                | Margot Boer                                              |
| 19. bis 21. Nov. 2010                                                               | Berlin (Sportforum Hohenschönhausen)            | Team (21. Nov.)   | DeutschlandIsabell Ost Jennifer Bay Stephanie Beckert    | NiederlandeIreen Wüst Jorien Voorhuis Marije Joling               | NorwegenIda Njåtun Hege Bøkko Mari Hemmer                |
| 27. bis 28. Nov. 2010                                                               | Hamar (Vikingskipet)                            | 5000 m (27. Nov.) | Stephanie Beckert                                        | Martina Sáblíková                                                 | Eriko Ishino                                             |
| 27. bis 28. Nov. 2010                                                               | Hamar (Vikingskipet)                            | 1500 m (28. Nov.) | Christine Nesbitt                                        | Marrit Leenstra                                                   | Brittany Schussler                                       |
| 27. bis 28. Nov. 2010                                                               | Hamar (Vikingskipet)                            | Team (28. Nov.)   | KanadaCindy Klassen Christine Nesbitt Brittany Schussler | RusslandJekaterina Lobyschewa Jekaterina Schichowa Julija Skokowa | NiederlandeMarije Joling Marrit Leenstra Jorien Voorhuis |
| 4. bis 5. Dez. 2010                                                                 | Changchun (Jilin Provincial Speed Skating Rink) | 500 m (4. Dez.)   | Lee Sang-hwa                                             | Jenny Wolf                                                        | Nao Kodaira                                              |
| 4. bis 5. Dez. 2010                                                                 | Changchun (Jilin Provincial Speed Skating Rink) | 1000 m (4. Dez.)  | Christine Nesbitt                                        | Heather Richardson                                                | Judith Hesse                                             |
| 4. bis 5. Dez. 2010                                                                 | Changchun (Jilin Provincial Speed Skating Rink) | 500 m (5. Dez.)   | Lee Sang-hwa                                             | Jing Yu                                                           | Jenny Wolf                                               |
| 4. bis 5. Dez. 2010                                                                 | Changchun (Jilin Provincial Speed Skating Rink) | 1000 m (5. Dez.)  | Christine Nesbitt                                        | Heather Richardson                                                | Nao Kodaira                                              |
| 11. bis 12. Dez. 2010                                                               | Obihiro (Tokachi Oval)                          | 500 m (11. Dez.)  | Lee Sang-hwa                                             | Jing Yu                                                           | Jenny Wolf                                               |
| 11. bis 12. Dez. 2010                                                               | Obihiro (Tokachi Oval)                          | 1000 m (11. Dez.) | Heather Richardson                                       | Nao Kodaira                                                       | Lee Sang-hwa                                             |
| 11. bis 12. Dez. 2010                                                               | Obihiro (Tokachi Oval)                          | 500 m (12. Dez.)  | Jenny Wolf                                               | Lee Sang-hwa                                                      | Jing Yu                                                  |
| 11. bis 12. Dez. 2010                                                               | Obihiro (Tokachi Oval)                          | 1000 m (12. Dez.) | Heather Richardson                                       | Nao Kodaira                                                       | Maki Tsuji                                               |
| Mehrkampfeuropameisterschaft in Klobenstein (Ritten Arena), 7. bis 9. Januar 2011   |                                                 |                   |                                                          |                                                                   |                                                          |
| Sprintweltmeisterschaft in Heerenveen (Thialf), 22. bis 23. Januar 2011             |                                                 |                   |                                                          |                                                                   |                                                          |
| 28. bis 30. Jan. 2011                                                               | Moskau (Eispalast Krylatskoje)                  | 500 m (28. Jan.)  | Jenny Wolf                                               | Margot Boer                                                       | Heather Richardson                                       |
| 28. bis 30. Jan. 2011                                                               | Moskau (Eispalast Krylatskoje)                  | 3000 m (28. Jan.) | Martina Sáblíková                                        | Ireen Wüst                                                        | Brittany Schussler                                       |
| 28. bis 30. Jan. 2011                                                               | Moskau (Eispalast Krylatskoje)                  | 500 m (29. Jan.)  | Jenny Wolf                                               | Margot Boer                                                       | Heather Richardson                                       |
| 28. bis 30. Jan. 2011                                                               | Moskau (Eispalast Krylatskoje)                  | 1500 m (29. Jan.) | Christine Nesbitt                                        | Ireen Wüst                                                        | Martina Sáblíková                                        |
| 28. bis 30. Jan. 2011                                                               | Moskau (Eispalast Krylatskoje)                  | 1000 m (30. Jan.) | Christine Nesbitt                                        | Ireen Wüst                                                        | Heather Richardson                                       |
| 28. bis 30. Jan. 2011                                                               | Moskau (Eispalast Krylatskoje)                  | Team (30. Jan.)   | NiederlandeDiane Valkenburg Marrit Leenstra Ireen Wüst   | NorwegenIda Njåtun Hege Bøkko Mari Hemmer                         | DeutschlandIsabell Ost Jennifer Bay Stephanie Beckert    |
| Mehrkampfweltmeisterschaft in Calgary (Olympic Oval), 11. bis 13. Februar 2011      |                                                 |                   |                                                          |                                                                   |                                                          |
| 18. bis 19. Feb. 2011                                                               | Salt Lake City (Utah Olympic Oval)              | 5000 m (18. Feb.) | Martina Sáblíková 6.42,66 min (CR)                       | Stephanie Beckert                                                 | Eriko Ishino                                             |
| 18. bis 19. Feb. 2011                                                               | Salt Lake City (Utah Olympic Oval)              | 1500 m (19. Feb.) | Marrit Leenstra                                          | Ireen Wüst                                                        | Christine Nesbitt                                        |
| 4. bis 6. Mär. 2011                                                                 | Heerenveen (Thialf)                             | 1500 m (4. Mär.)  | Ireen Wüst                                               | Marrit Leenstra                                                   | Christine Nesbitt                                        |
| 4. bis 6. Mär. 2011                                                                 | Heerenveen (Thialf)                             | 500 m (5. Mär.)   | Annette Gerritsen                                        | Jenny Wolf                                                        | Lee Sang-hwa                                             |
| 4. bis 6. Mär. 2011                                                                 | Heerenveen (Thialf)                             | 3000 m (5. Mär.)  | Martina Sáblíková                                        | Stephanie Beckert                                                 | Jorien Voorhuis                                          |
| 4. bis 6. Mär. 2011                                                                 | Heerenveen (Thialf)                             | 500 m (6. Mär.)   | Jenny Wolf                                               | Lee Sang-hwa                                                      | Annette Gerritsen                                        |
| 4. bis 6. Mär. 2011                                                                 | Heerenveen (Thialf)                             | 1000 m (6. Mär.)  | Ireen Wüst                                               | Marrit Leenstra                                                   | Laurine van Riessen                                      |
| Einzelstreckenweltmeisterschaft in Inzell (Max Aicher Arena), 10. bis 13. März 2011 |                                                 |                   |                                                          |                                                                   |                                                          |

#### 500 Meter
Endstand nach 12 Rennen
| Rang | Name                | Land               | Punkte |
| ---- | ------------------- | ------------------ | ------ |
| 1    | Jenny Wolf          | Deutschland        | 1190   |
| 2    | Sang-Hwa Lee        | Südkorea           | 875    |
| 3    | Margot Boer         | Niederlande        | 735    |
| 4    | Heather Richardson  | Vereinigte Staaten | 548    |
| 5    | Nao Kodaira         | Japan              | 511    |
| 6    | Judith Hesse        | Deutschland        | 442    |
| 7    | Maki Tsuji          | Japan              | 430    |
| 8    | Laurine van Riessen | Niederlande        | 386    |
| 9    | Annette Gerritsen   | Niederlande        | 375    |
| 10   | Shannon Rempel      | Kanada             | 311    |
|      |                     |                    |        |
| 21   | Monique Angermüller | Deutschland        | 119    |

#### 1000 Meter
Endstand nach 8 Rennen
| Rang | Name                   | Land               | Punkte |
| ---- | ---------------------- | ------------------ | ------ |
| 1    | Heather Richardson     | Vereinigte Staaten | 605    |
| 2    | Christine Nesbitt      | Kanada             | 590    |
| 3    | Margot Boer            | Niederlande        | 360    |
| 4    | Nao Kodaira            | Japan              | 353    |
| 5    | Ireen Wüst             | Niederlande        | 350    |
| 6    | Laurine van Riessen    | Niederlande        | 302    |
| 7    | Shannon Rempel         | Kanada             | 264    |
| 8    | Judith Hesse           | Deutschland        | 261    |
| 9    | Marrit Leenstra        | Niederlande        | 250    |
| 10   | Gabriele Hirschbichler | Deutschland        | 228    |
|      |                        |                    |        |
| 12   | Monique Angermüller    | Deutschland        | 216    |

#### 1500 Meter
Endstand nach 6 Rennen
| Rang | Name                  | Land               | Punkte |
| ---- | --------------------- | ------------------ | ------ |
| 1    | Christine Nesbitt     | Kanada             | 575    |
| 2    | Marrit Leenstra       | Niederlande        | 466    |
| 3    | Ireen Wüst            | Niederlande        | 460    |
| 4    | Brittany Schussler    | Kanada             | 265    |
| 5    | Martina Sablikova     | Tschechien         | 227    |
| 6    | Cindy Klassen         | Kanada             | 213    |
| 7    | Ida Njåtun            | Norwegen           | 185    |
| 8    | Jilleanne Rookard     | Vereinigte Staaten | 181    |
| 9    | Diane Valkenburg      | Niederlande        | 176    |
| 10   | Jekaterina Lobyschewa | Russland           | 175    |
|      |                       |                    |        |
| 16   | Isabell Ost           | Deutschland        | 81     |

#### 3000/5000 Meter
Endstand nach 6 Rennen
| Rang | Name               | Land               | Punkte |
| ---- | ------------------ | ------------------ | ------ |
| 1    | Martina Sáblíková  | Tschechien         | 510    |
| 2    | Stephanie Beckert  | Deutschland        | 475    |
| 3    | Jilleanne Rookard  | Vereinigte Staaten | 351    |
| 4    | Brittany Schussler | Kanada             | 267    |
| 5    | Eriko Ishino       | Japan              | 256    |
| 6    | Jorien Voorhuis    | Niederlande        | 239    |
| 7    | Cindy Klassen      | Kanada             | 218    |
| 8    | Shiho Ishizawa     | Japan              | 186    |
| 9    | Ireen Wüst         | Niederlande        | 176    |
| 10   | Christine Nesbitt  | Kanada             | 155    |
|      |                    |                    |        |
| 14   | Jennifer Bay       | Deutschland        | 126    |
| 15   | Claudia Pechstein  | Deutschland        | 125    |

#### Teamlauf
Endstand nach 3 Rennen
| Rang | Name | Land                | Punkte |
| ---- | ---- | ------------------- | ------ |
| 1    |      | Niederlande         | 300    |
| 2    |      | Norwegen            | 250    |
| 3    |      | Deutschland         | 250    |
| 4    |      | Russland            | 220    |
| 5    |      | Kanada              | 175    |
| 6    |      | Polen               | 135    |
| 7    |      | Japan               | 112    |
| 8    |      | Vereinigte Staaten  | 72     |
| 9    |      | Südkorea            | 60     |
| 10   |      | Volksrepublik China | 45     |

### Männer

#### Weltcup-Übersicht
| Datum                                                                               | Ort                                             | Disziplin           | Sieger                                                       | Zweiter                                                          | Dritter                                                        |
| ----------------------------------------------------------------------------------- | ----------------------------------------------- | ------------------- | ------------------------------------------------------------ | ---------------------------------------------------------------- | -------------------------------------------------------------- |
| 12. bis 14. Nov. 2010                                                               | Heerenveen (Thialf)                             | 500 m (12. Nov.)    | Joji Kato                                                    | Kang-Seok Lee                                                    | Kyou-Hyuk Lee                                                  |
| 12. bis 14. Nov. 2010                                                               | Heerenveen (Thialf)                             | 1000 m (12. Nov.)   | Shani Davis                                                  | Stefan Groothuis                                                 | Simon Kuipers                                                  |
| 12. bis 14. Nov. 2010                                                               | Heerenveen (Thialf)                             | 1500 m (13. Nov.)   | Shani Davis                                                  | Simon Kuipers                                                    | Mark Tuitert                                                   |
| 12. bis 14. Nov. 2010                                                               | Heerenveen (Thialf)                             | 500 m (14. Nov.)    | Keiichirō Nagashima                                          | Joji Kato                                                        | Kang-Seok Lee                                                  |
| 12. bis 14. Nov. 2010                                                               | Heerenveen (Thialf)                             | 5000 m (14. Nov.)   | Bob de Jong                                                  | Iwan Skobrew                                                     | Wouter Olde Heuvel                                             |
| 19. bis 21. Nov. 2010                                                               | Berlin (Sportforum Hohenschönhausen)            | 500 m (19. Nov.)    | Joji Kato                                                    | Jan Smeekens                                                     | Kang-Seok Lee                                                  |
| 19. bis 21. Nov. 2010                                                               | Berlin (Sportforum Hohenschönhausen)            | 5000 m (19. Nov.)   | [[Lee Seung-hoon (Eisschnellläufer)\|]]                      | Jonathan Kuck                                                    | Håvard Bøkko                                                   |
| 19. bis 21. Nov. 2010                                                               | Berlin (Sportforum Hohenschönhausen)            | 500 m (20. Nov.)    | Pekka Koskela                                                | Tucker Fredricks                                                 | Kang-Seok Lee                                                  |
| 19. bis 21. Nov. 2010                                                               | Berlin (Sportforum Hohenschönhausen)            | 1500 m (20. Nov.)   | Håvard Bøkko                                                 | Trevor Marsicano                                                 | Stefan Groothuis                                               |
| 19. bis 21. Nov. 2010                                                               | Berlin (Sportforum Hohenschönhausen)            | 1000 m (21. Nov.)   | Shani Davis                                                  | Kyou-Hyuk Lee                                                    | Simon Kuipers                                                  |
| 19. bis 21. Nov. 2010                                                               | Berlin (Sportforum Hohenschönhausen)            | Team (21. Nov.)     | Vereinigte StaatenShani Davis Trevor Marsicano Jonathan Kuck | NorwegenHåvard Bøkko Henrik Christiansen Sverre Lunde Pedersen   | NiederlandeWouter Olde Heuvel Koen Verweij Bob de Vries        |
| 27. bis 28. Nov. 2010                                                               | Hamar (Vikingskipet)                            | 1500 m (27. Nov.)   | Trevor Marsicano                                             | Simon Kuipers                                                    | Shani Davis                                                    |
| 27. bis 28. Nov. 2010                                                               | Hamar (Vikingskipet)                            | Team (27. Nov.)     | Vereinigte StaatenShani Davis Jonathan Kuck Trevor Marsicano | KanadaLucas Makowsky Denny Morrison Justin Warsylewicz           | NorwegenHåvard Bøkko Henrik Christiansen Fredrik van der Horst |
| 27. bis 28. Nov. 2010                                                               | Hamar (Vikingskipet)                            | 10.000 m (28. Nov.) | Bob de Jong                                                  | Iwan Skobrew                                                     | Jorrit Bergsma                                                 |
| 4. bis 5. Dez. 2010                                                                 | Changchun (Jilin Provincial Speed Skating Rink) | 500 m (4. Dez.)     | Kang-Seok Lee                                                | Joji Kato                                                        | Keiichirō Nagashima                                            |
| 4. bis 5. Dez. 2010                                                                 | Changchun (Jilin Provincial Speed Skating Rink) | 1000 m (4. Dez.)    | Stefan Groothuis                                             | Kyou-Hyuk Lee                                                    | Simon Kuipers                                                  |
| 4. bis 5. Dez. 2010                                                                 | Changchun (Jilin Provincial Speed Skating Rink) | 500 m (5. Dez.)     | Tucker Fredricks                                             | Kyou-Hyuk Lee                                                    | Jan Smeekens                                                   |
| 4. bis 5. Dez. 2010                                                                 | Changchun (Jilin Provincial Speed Skating Rink) | 1000 m (5. Dez.)    | Stefan Groothuis                                             | Simon Kuipers                                                    | Kyou-Hyuk Lee                                                  |
| 11. bis 12. Dez. 2010                                                               | Obihiro (Tokachi Oval)                          | 500 m (11. Dez.)    | Kang-Seok Lee                                                | Keiichirō Nagashima                                              | Akio Ōta                                                       |
| 11. bis 12. Dez. 2010                                                               | Obihiro (Tokachi Oval)                          | 1000 m (11. Dez.)   | Shani Davis                                                  | Kyou-Hyuk Lee                                                    | Denny Morrison                                                 |
| 11. bis 12. Dez. 2010                                                               | Obihiro (Tokachi Oval)                          | 500 m (12. Dez.)    | Joji Kato                                                    | Keiichirō Nagashima                                              | Kyou-Hyuk Lee                                                  |
| 11. bis 12. Dez. 2010                                                               | Obihiro (Tokachi Oval)                          | 1000 m (12. Dez.)   | Samuel Schwarz                                               | Shani Davis                                                      | Jan Bos                                                        |
| Mehrkampfeuropameisterschaft in Klobenstein (Ritten Arena), 7. bis 9. Januar 2011   |                                                 |                     |                                                              |                                                                  |                                                                |
| Sprintweltmeisterschaft in Heerenveen (Thialf), 22. bis 23. Januar 2011             |                                                 |                     |                                                              |                                                                  |                                                                |
| 28. bis 30. Jan. 2011                                                               | Moskau (Eispalast Krylatskoje)                  | 500 m (28. Jan.)    | Pekka Koskela                                                | Jamie Gregg                                                      | Jacques De Koning                                              |
| 28. bis 30. Jan. 2011                                                               | Moskau (Eispalast Krylatskoje)                  | 1500 m (28. Jan.)   | Iwan Skobrew                                                 | Denny Morrison                                                   | Mark Tuitert                                                   |
| 28. bis 30. Jan. 2011                                                               | Moskau (Eispalast Krylatskoje)                  | 500 m (29. Jan.)    | Jan Smeekens                                                 | Akio Ōta                                                         | Tucker Fredricks                                               |
| 28. bis 30. Jan. 2011                                                               | Moskau (Eispalast Krylatskoje)                  | 5000 m (29. Jan.)   | Bob de Jong                                                  | Iwan Skobrew                                                     | Håvard Bøkko                                                   |
| 28. bis 30. Jan. 2011                                                               | Moskau (Eispalast Krylatskoje)                  | 1000 m (30. Jan.)   | Stefan Groothuis                                             | Denny Morrison                                                   | Mikael Flygind Larsen                                          |
| 28. bis 30. Jan. 2011                                                               | Moskau (Eispalast Krylatskoje)                  | Team (30. Jan.)     | RusslandIwan Skobrew Pawel Bainow Aleksandr Rumyantsev       | NorwegenHåvard Bøkko Mikael Flygind Larsen Sverre Lunde Pedersen | DeutschlandPatrick Beckert Marco Weber Robert Lehmann          |
| Mehrkampfweltmeisterschaft in Calgary (Olympic Oval), 11. bis 13. Februar 2011      |                                                 |                     |                                                              |                                                                  |                                                                |
| 18. bis 19. Feb. 2011                                                               | Salt Lake City (Utah Olympic Oval)              | 1500 m (18. Feb.)   | Trevor Marsicano                                             | Shani Davis                                                      | Mark Tuitert                                                   |
| 18. bis 19. Feb. 2011                                                               | Salt Lake City (Utah Olympic Oval)              | 10.000 m (19. Feb.) | Bob de Jong                                                  | [[Lee Seung-hoon (Eisschnellläufer)\|]]                          | Bob de Vries                                                   |
| 4. bis 6. Mär. 2011                                                                 | Heerenveen (Thialf)                             | 500 m (4. Mär.)     | Kang-Seok Lee                                                | Kyou-Hyuk Lee                                                    | Jacques De Koning                                              |
| 4. bis 6. Mär. 2011                                                                 | Heerenveen (Thialf)                             | 5000 m (4. Mär.)    | Bob de Jong                                                  | Iwan Skobrew                                                     | Bob de Vries                                                   |
| 4. bis 6. Mär. 2011                                                                 | Heerenveen (Thialf)                             | 1500 m (5. Mär.)    | Shani Davis                                                  | Stefan Groothuis                                                 | Iwan Skobrew                                                   |
| 4. bis 6. Mär. 2011                                                                 | Heerenveen (Thialf)                             | 500 m (6. Mär.)     | Kyou-Hyuk Lee                                                | Yuya Oikawa                                                      | Kang-Seok Lee                                                  |
| 4. bis 6. Mär. 2011                                                                 | Heerenveen (Thialf)                             | 1000 m (6. Mär.)    | Stefan Groothuis                                             | Kyou-Hyuk Lee                                                    | Shani Davis                                                    |
| Einzelstreckenweltmeisterschaft in Inzell (Max Aicher Arena), 10. bis 13. März 2011 |                                                 |                     |                                                              |                                                                  |                                                                |

#### 500 Meter
Endstand nach 12 Rennen
| Rang | Name                | Land               | Punkte |
| ---- | ------------------- | ------------------ | ------ |
| 1    | Lee Kang-seok       | Südkorea           | 845    |
| 2    | Lee Kyou-hyuk       | Südkorea           | 745    |
| 3    | Joji Kato           | Japan              | 671    |
| 4    | Tucker Fredricks    | Vereinigte Staaten | 639    |
| 5    | Jan Smeekens        | Niederlande        | 592    |
| 6    | Keiichirō Nagashima | Japan              | 538    |
| 7    | Akio Ōta            | Japan              | 501    |
| 8    | Yūya Oikawa         | Japan              | 475    |
| 9    | Dmitry Lobkov       | Russland           | 450    |
| 10   | Jacques De Koning   | Niederlande        | 406    |
| 11   | Nico Ihle           | Deutschland        | 323    |

#### 1000 Meter
Endstand nach 8 Rennen
| Rang | Name                  | Land               | Punkte |
| ---- | --------------------- | ------------------ | ------ |
| 1    | Stefan Groothuis      | Niederlande        | 580    |
| 2    | Kyou-Hyuk Lee         | Südkorea           | 522    |
| 3    | Shani Davis           | Vereinigte Staaten | 485    |
| 4    | Simon Kuipers         | Niederlande        | 354    |
| 5    | Denny Morrison        | Kanada             | 336    |
| 6    | Jan Bos               | Niederlande        | 317    |
| 7    | Samuel Schwarz        | Deutschland        | 314    |
| 8    | Mikael Flygind-Larsen | Norwegen           | 299    |
| 9    | Nico Ihle             | Deutschland        | 270    |
| 10   | Dmitry Lobkov         | Russland           | 253    |

#### 1500 Meter
Endstand nach 6 Rennen
| Rang | Name                  | Land               | Punkte |
| ---- | --------------------- | ------------------ | ------ |
| 1    | Shani Davis           | Vereinigte Staaten | 440    |
| 2    | Håvard Bøkko          | Norwegen           | 357    |
| 3    | Stefan Groothuis      | Niederlande        | 342    |
| 4    | Iwan Skobrew          | Russland           | 333    |
| 5    | Trevor Marsicano      | Vereinigte Staaten | 325    |
| 6    | Simon Kuipers         | Niederlande        | 303    |
| 7    | Mark Tuitert          | Niederlande        | 298    |
| 8    | Denny Morrison        | Kanada             | 257    |
| 9    | Jonathan Kuck         | Vereinigte Staaten | 190    |
| 10   | Mikael Flygind-Larsen | Norwegen           | 188    |

#### 5000/10.000 Meter
Endstand nach 6 Rennen
| Rang | Name               | Land               | Punkte |
| ---- | ------------------ | ------------------ | ------ |
| 1    | Bob de Jong        | Niederlande        | 610    |
| 2    | Ivan Skobrev       | Russland           | 400    |
| 3    | Bob de Vries       | Niederlande        | 356    |
| 4    | Håvard Bøkko       | Norwegen           | 331    |
| 5    | Jonathan Kuck      | Vereinigte Staaten | 275    |
| 6    | Wouter Olde Heuvel | Niederlande        | 255    |
| 7    | Jorrit Bergsma     | Niederlande        | 224    |
| 8    | Lee Seung-hoon     | Südkorea           | 220    |
| 9    | Patrick Beckert    | Deutschland        | 163    |
| 10   | Øystein Grødum     | Norwegen           | 157    |
|      |                    |                    |        |
| 18   | Marco Weber        | Deutschland        | 83     |

#### Teamlauf
Endstand nach 3 Rennen
| Rang | Name | Land               | Punkte |
| ---- | ---- | ------------------ | ------ |
| 1    |      | Norwegen           | 270    |
| 2    |      | Russland           | 250    |
| 3    |      | Vereinigte Staaten | 232    |
| 4    |      | Kanada             | 220    |
| 5    |      | Deutschland        | 174    |
| 6    |      | Polen              | 147    |
| 7    |      | Italien            | 141    |
| 8    |      | Niederlande        | 120    |
| 9    |      | Kasachstan         | 109    |
| 10   |      | Tschechien         | 79     |